# Karsten Finger
Karsten Finger   (Berlín, 28 de gener de 1970) és un remer alemany, ja retirat, que va competir durant les dècades de 1980 i 1990.
El 1992 va prendre part en els Jocs Olímpics d'Estiu de Barcelona, on va guanyar la medalla de plata en la prova del quatre amb timoner del programa de rem.
En el seu palmarès també destaca un campionat alemany el 1992.